# Дизи (Грузия)
Дизи (груз. დიზი) — село в Грузии, на территории Местийского муниципалитета края (мхаре) Самегрело-Верхняя Сванетия.

## География
Село находится в северо-западной части Грузии, на правом берегу реки Ингури, на расстоянии приблизительно 29 километров (по прямой) к западу от посёлка городского типа Местиа, административного центра муниципалитета. Абсолютная высота — 1004 метра над уровнем моря.

## Население
По результатам официальной переписи населения 2014 года в Дизи проживало 65 человек (29 мужчин и 36 женщин). В национальной структуре населения грузины составляли 100 %.
| Год  | Население, человек |
| ---- | ------------------ |
| 2002 | 105                |
| 2014 | ↘ 65               |